# Le Grand Vizir Iznogoud
Le Grand Vizir Iznogoud est le premier album de la série de bande dessinée Iznogoud. Le scénario est de René Goscinny et les dessins sont de Jean Tabary ; il a été publié en 1966 et comprend six épisodes.

## Le Génie
Afin de devenir calife à la place du calife, Iznogoud veut trouver un génie pour exaucer son vœu. Son fidèle homme de main Dilat Laraht lui indique un marchand d'articles de magie.

## Voyage officiel
Le sultan Pullmankar invite le calife Haroun El Poussah à venir dans son pays en visite officielle. Iznogoud tente d'exploiter le caractère irascible du sultan pour mener le calife à sa perte.

## Les hommes de main
Iznogoud embauche deux hommes de main pour se débarrasser du calife.

## La Horde
Les Mongols attaquent le royaume du calife. Iznogoud veut user de la situation pour prendre le pouvoir.

## Un sosie
Dilat Laraht a trouvé un sosie du calife. Iznogoud lui propose de se faire passer pour le calife puis d'abdiquer en sa faveur.

## L'Île des géants
Après avoir écouté le récit d'un marin, Iznogoud tente d'abandonner le calife sur l'île des Deux Géants habitée par deux terribles géants réputés être anthropophages.